# Trebelliaans senaatsbesluit
Het trebelliaanse senaatsbesluit (Latijn: senatusconsultum trebellianum) is een besluit van de Romeinse senaat uit de eerste eeuw voor Christus met betrekking tot het erfrecht.
Wanneer een erflater zijn volledig vermogen aan een fideï-commissaris schonk, verkreeg deze laatstgenoemde voortaan, net zoals een universeel legataris, een ‘verzoekschrift tot verkrijging van de erfenis’ en een ‘rechtsvordering tot scheiding en deling van de familia’. De universeel legataris kreeg op zijn beurt dan weer een ‘exceptie van bedrog’ tegen de schuldeisers van de erflater. Er werd immers geacht dat deze schuldeisers hun rechtsvorderingen tegen de fideï-commissaris zouden richten aangezien deze de volledige nalatenschap in ontvangst had genomen. 